# Régiment de Rovéréa
Le régiment de Rovéréa est un régiment militaire d'infanterie suisse, fondé par Ferdinand Isaac de Rovéréa en 1799 et dissous en 1801.